# Dendrotion setosum
Dendrotion setosum är en kräftdjursart som beskrevs av Roger J. Lincoln och Geoffrey Allen Boxshall 1983. Dendrotion setosum ingår i släktet Dendrotion och familjen Dendrotionidae. Inga underarter finns listade i Catalogue of Life.